# Virna Lisi
Virna Pieralisi (n. 8 noiembrie 1936, Ancona, Italia – d. 18 decembrie 2014, Roma, Italia) a fost o actriță italiană de film.

## Filmografie
- 1995 O sută și una de nopți (Les Cent et Une Nuits de Simon Cinéma), regia Agnès Varda

| An   | Film                                 | Rol                                     | Note |
| ---- | ------------------------------------ | --------------------------------------- | --- |
| 1953 | The Steel Rope                       | Stella                                  | |
| 1953 | And Naples Sings                     | Maria                                   | |
| 1955 | Eighteen Year Olds                   | Maria Rovani                            | |
| 1955 | The Bachelor                         | uncredited                              | |
| 1955 | Les Hussards                         | Elisa                                   | |
| 1955 | New Moon                             | Lucia                                   | |
| 1956 | The Woman of the Day                 | Liliana Attenni                         | |
| 1956 | The Courier of Moncenisio            | Jeanne Thibaud                          | |
| 1959 | World of Miracles                    | Laura Damiani                           | |
| 1959 | Il padrone delle ferriere            | Claire de Beaulieu                      | |
| 1961 | Romolo e Remo                        | Julia                                   | |
| 1962 | Eva                                  | Francesca Ferrara                       | |
| 1964 | Laleaua neagră                       | Caroline „Caro“ Plantin                 | |
| 1965 | The Birds, the Bees and the Italians | Milena Zulian                           | |
| 1965 | How to Murder Your Wife              | Mrs. Ford                               | |
| 1965 | The Dolls                            | Luisa (segment "La telefonata")         | |
| 1965 | The Man, the Woman and the Money     | Dorothea (segment "L'ora di punta")     | |
| 1965 | Casanova 70                          | Gigliola                                | |
| 1966 | Assault on a Queen                   | Rosa Lucchesi                           | |
| 1966 | Not with My Wife, You Don't!         | Julie Ferris/Lieutenant Julietta Perodi | |
| 1967 | A 25-a oră                           | Suzanna Moritz                          | |
| 1967 | The Girl and the General             | Ada                                     | |
| 1967 | Arabella                             | Arabella                                | |
| 1968 | Anyone Can Play                      | Luisa                                   | |
| 1968 | The Girl Who Couldn't Say No         | Yolanda                                 | Nominalizare—Nastro d'Argento for Best Actress |
| 1968 | Better a Widow                       | Rosa Minniti                            | |
| 1969 | The Secret of Santa Vittoria         | Caterina Malatesta                      | |
| 1969 | The Christmas Tree                   | Catherine Graziani                      | |
| 1970 | The Voyeur                           | Claude                                  | |
| 1970 | The Heist                            | Stella                                  | |
| 1971 | The Statue                           | Rhonda Bolt                             | |
| 1971 | Roma Bene                            | Ducesa Silvia Santi                     | |
| 1971 | Love Me Strangely                    | Nathalie Revent                         | |
| 1972 | Bluebeard                            | Elga                                    | |
| 1972 | The Pebbles of Etratat               | Alny                                    | |
| 1973 | White Fang                           | Sora Evangelina                         | |
| 1973 | Night Flight from Moscow             | Annabel Lee                             | |
| 1974 | Challenge to White Fang              | Sora Evangelina                         | |
| 1977 | Beyond Good and Evil                 | Elisabeth Nietzsche                     | Nastro d'Argento for Best Supporting Actress Golden Grolla for Best Actress |
| 1979 | Ernesto                              | Ernesto's Mother                        | |
| 1980 | The Cricket                          | Wilma Malinverni                        | David di Donatello for Best Actress Golden Grolla for Best Actress |
| 1982 | Time for Loving                      | Adriana                                 | David di Donatello for Best Supporting Actress Nastro d'Argento for Best Supporting Actress                                                                                              |
| 1984 | Amarsi un po'                        | Prințesa Marisa Cellini                 | |
| 1987 | I Love N.Y.                          | Anna Cotone                             | |
| 1989 | Via Panisperna Boys                  | Ettore Majorana's Mother                | |
| 1989 | Merry Christmas... Happy New Year    | Elvira                                  | Nastro d'Argento for Best Actress Nominalizare—David di Donatello for Best Actress |
| 1994 | La Reine Margot                      | Catherine de Medici                     | Cannes Film Festival Best Actress Award Nastro d'Argento for Best Supporting Actress César Award for Best Supporting Actress Nominalizare—David di Donatello for Best Supporting Actress |
| 1996 | Follow Your Heart                    | Olga                                    | Nastro d'Argento for Best Actress Italian Golden Globe for Best Actress Nominalizare—David di Donatello for Best Actress                                                                 |
| 2002 | The Best Day of My Life              | Irene                                   | Nastro d'Argento for Best Supporting Actress Flaiano Prize for Best Acrtess - Audience Award                                                                                             |
| 2015 | Latin Lover                          |                                         | postum |

## Televiziune
- Cenerentola (1961)
- Il caso Maurizius (1961)
- Una tragedia americana (1962)
- Christopher Columbus (1985)
- Uno di noi (1996)
- Desert of Fire (1997)
- Cristallo di rocca (1999)
- Le ali della vita (2000)
- Piccolo mondo antico (2001)
- Il bello delle donne (2001)
- Caterina e le sue figlie (2005-2010)
- L'onore e il rispetto (2006)